# Maksim Matłakow
Maksim Siergiejewicz Matłakow, ros. Максим Сергеевич Матлаков (ur. 5 marca 1991 w Petersburgu) – rosyjski szachista, arcymistrz od 2010 roku.

## Kariera szachowa
Wielokrotnie reprezentował Rosję na mistrzostwach świata i Europy juniorów w różnych kategoriach wiekowych, trzykrotnie zdobywając medale: złoty (Antalya 2009 – MŚ do 18 lat) oraz dwa brązowe (Kallithea 2003 – MŚ do 12 lat, Belfort 2005 – MŚ do 14 lat).
W 2008 r. podzielił II m. (za Aleksandrem Szymanowem, wspólnie z Aleksiejem Chruszczowem) w Peterhofie, natomiast w 2009 r. zwyciężył w memoriale Aivarsa Gipslisa w Rydze, zajął I m. w otwartym turnieju memoriału Mieczysława Najdorfa w Warszawie oraz podzielił I m. (wspólnie z Pawłem Anisimowem i Wasilijem Jemielinem) w mistrzostwach Petersburga. W 2013 r. zdobył srebrny medal (w klasyfikacji drużynowej) letniej uniwersjady w Kazaniu, podzielił I m. w memoriale Michaiła Czigorina w Petersburgu oraz wystąpił w turnieju o Puchar Świata w Tromsø (w I rundzie wyeliminował Jana Smeetsa, ale w II przegrał z Szachrijarem Mammedjarowem i odpadł z dalszej rywalizacji). W 2014 r. podzielił I m. (wspólnie z Ołeksandrem Moisejenko, Mateuszem Bartlem i Michałem Krasenkowem) w turnieju Moscow Open w Moskwie.
Najwyższy ranking w dotychczasowej karierze osiągnął 1 października 2017 r., z wynikiem 2730 punktów zajmował wówczas 29. miejsce na światowej liście FIDE, jednocześnie zajmując 7. miejsce wśród rosyjskich szachistów.